# Lavesallee
Die Lavesallee ist eine Hauptverkehrsstraße in Hannover. Sie verläuft zwischen dem Friederikenplatz im Stadtteil Calenberger Neustadt und der Ritter-Brüning-Straße im Stadtteil Linden-Süd. Die Straße entstand in den 1950er Jahren und ist nach Georg Ludwig Friedrich Laves (1788–1864) benannt. 

## Geschichte
Die Lavesallee wurde in den Jahren 1954 und 1955 gebaut. Sie war ein wichtiger Teil des Verkehrskonzepts der frühen 1950er Jahre, bei der nach den Zerstörungen des Zweiten Weltkriegs Hannover zur autogerechten Stadt umgestaltet wurde. Die Straße führt den Verkehr aus Süden an den rund sechs Kilometer langen Cityring heran, der sich am Friederikenplatz mit den Straßen Leibnizufer und Friedrichswall anschließt. 
Benannt ist die Straße nach dem Hofbaumeister Georg Ludwig Laves, der führende Architekt des Königreichs Hannover. Er plante in den 1820er Jahren den an der Straße liegenden Waterlooplatz und die darauf befindliche Waterloosäule.

## Verlauf
Die Straße ist etwa einen Kilometer lang und quert die Ihme über die Legionsbrücke. Sie ist größtenteils sechsspurig. Im nördlichen Teil sind die Fahrbahnen durch einen Grünstreifen getrennt. An den Straßenseiten befinden sich Rad- und Fußgängerwege. Getrennt von den Fahrbahnen verlaufen im südlichen Teil der Straße mittig zwei Gleise der hannoverschen Straßenbahn, die in Höhe des Waterlooplatzes unterirdisch als Tunnelstrecke dem Straßenverlauf folgen.
Die Lavesallee ist eine bedeutende städtebauliche Achse. Bei der Einfahrt in die Stadt ermöglicht sie den Blick auf wichtige Bauten des Stadtpanoramas, wie das Neue Rathaus, das Leineschloss sowie die Marktkirche und die Kreuzkirche. Gleichzeitig ist sie eine Ausfallstraße.
Aus Süden kommend schwingt die Straße in Höhe des Waterlooplatzes leicht nach rechts ab und folgt nicht der früheren Kontur des Platzes. Diese Schwingung setzte der Stadtplaner Rudolf Hillebrecht bewusst ein, um einen Kontrast zum axialen klassizistischen Platzraum herzustellen. Mit einer geschwungenen Trasse wollte er ein dynamisch erlebbares Stück Stadtlandschaft schaffen.

## Umfeld
An der Straße liegt das Regierungsviertel der Niedersächsischen Landesregierung mit verschiedenen Ministerien. Die Verwaltungs- und Regierungsbauten des Viertels entstanden auf den freigewordenen Flächen der im Zweiten Weltkrieg zerstörten Kasernen am Waterlooplatz. Dazu zählt unter anderem das Dienstgebäude der Bezirksregierung Hannover, das später zum Sitz des Landeskriminalamtes Niedersachsen wurde.
Entlang des Straßenverlaufs stehen verschiedene denkmalgeschützte Gebäude und Anlagen, wie der Waterlooplatz mit der Waterloosäule, das Finanzamt Hannover-Mitte, die berufsbildende BBS-ME Otto-Brenner-Schule, das Niedersächsische Innenministerium, die Reformierte Kirche Hannover und das Niedersächsisches Landesarchiv Hannover mit der Bronzestatue von Graf Carl von Alten und dem Gedenkstein für Freiherr Georg Baring. Wegen ihrer städtebaulichen und geschichtlichen Bedeutung und als Teil einer Gruppe baulicher Anlagen steht die Straße seit 1993 unter Denkmalschutz.

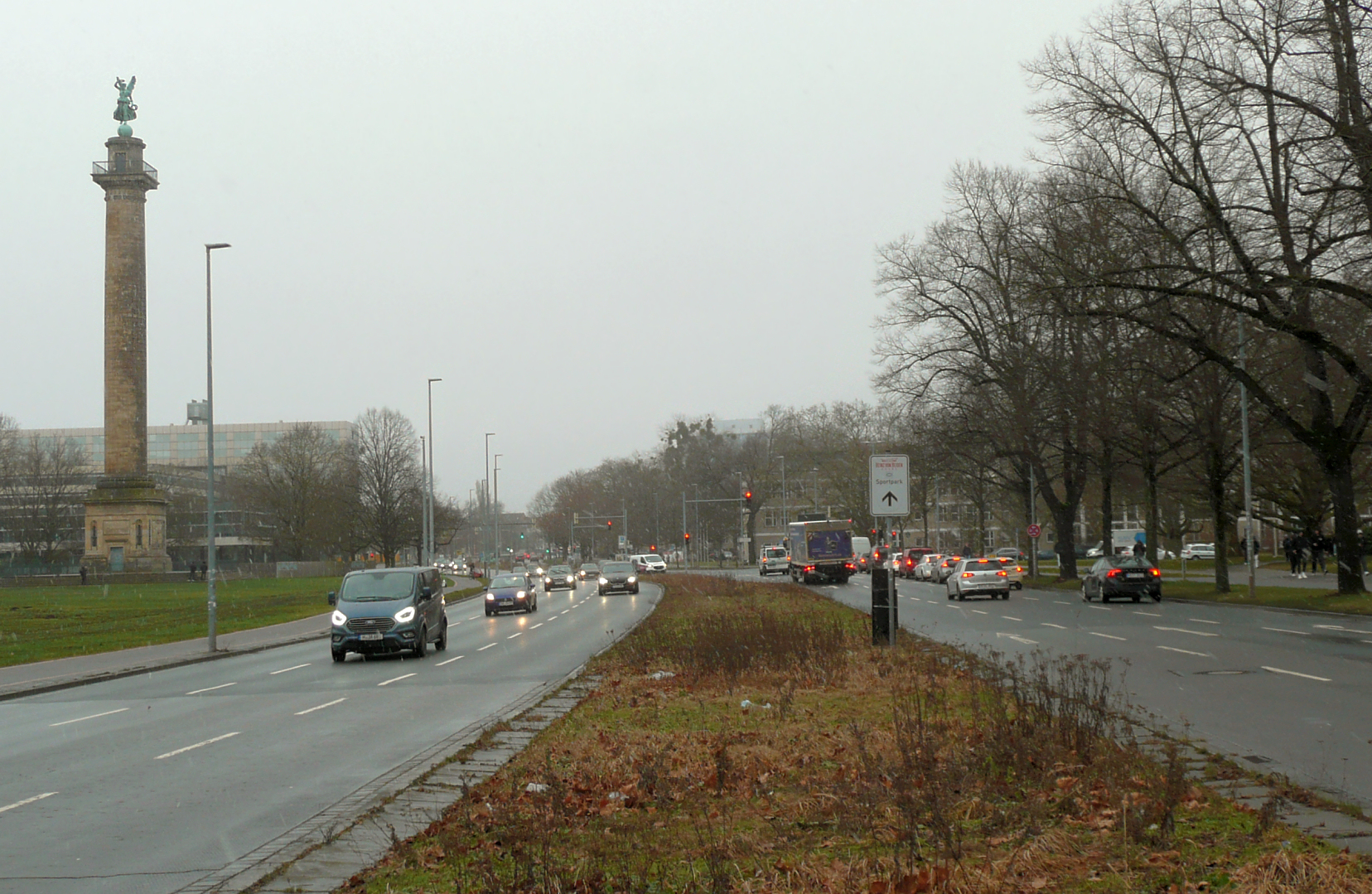
Blick nach Süden mit Waterloosäule auf dem Waterlooplatz
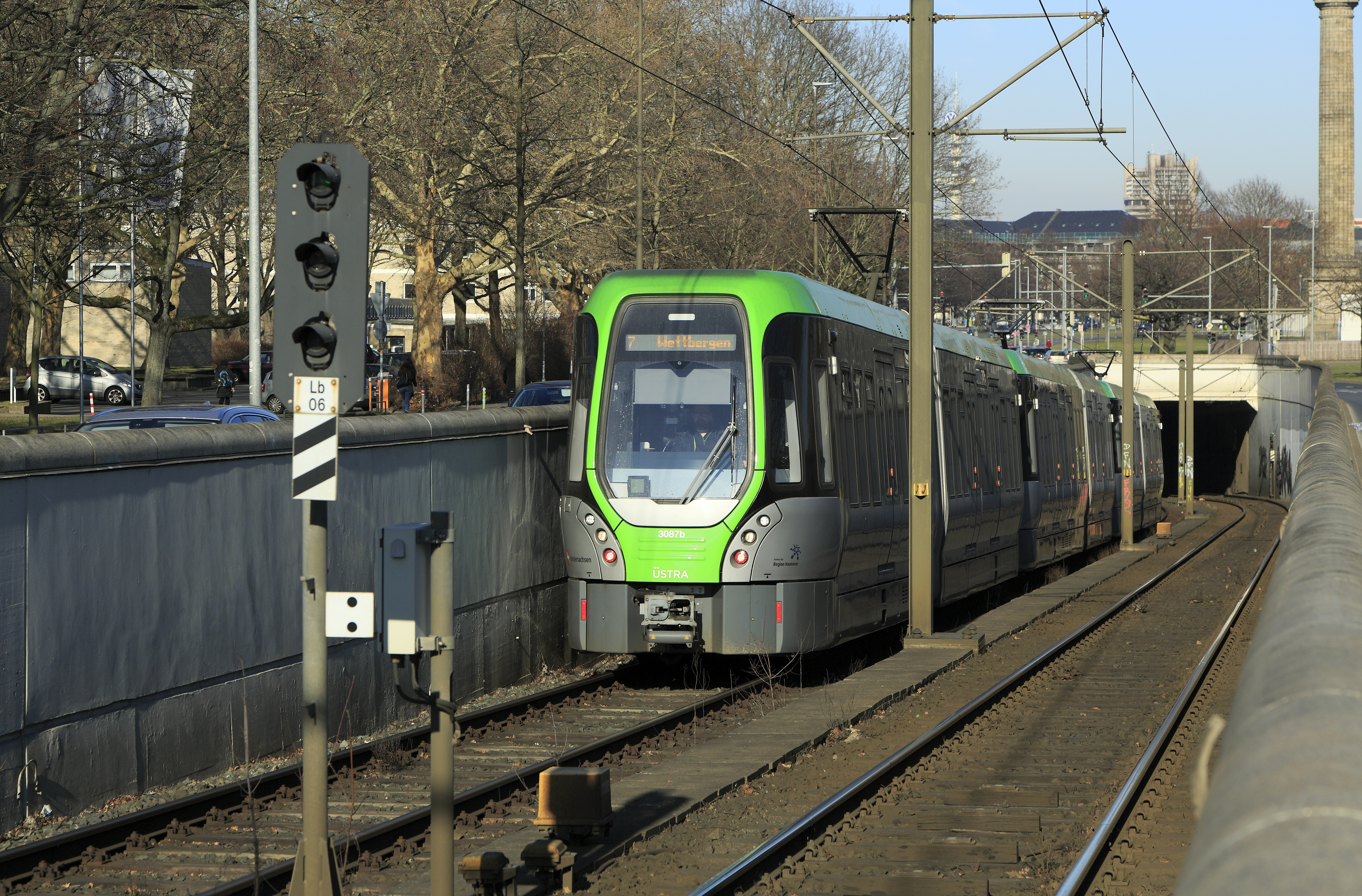
Tunnel der Stadtbahn und Gleise im Straßenverlauf
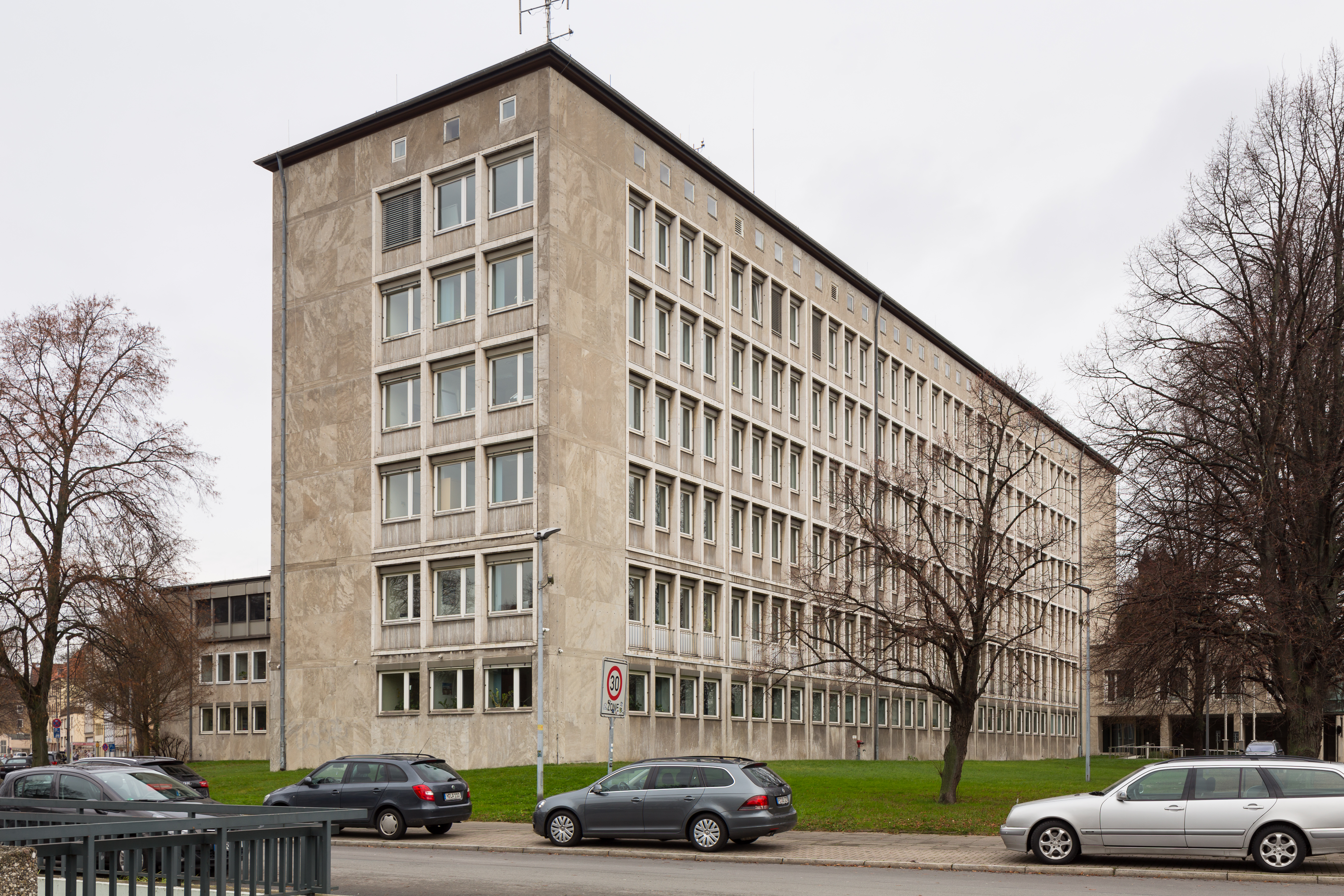
Niedersächsisches Innenministerium
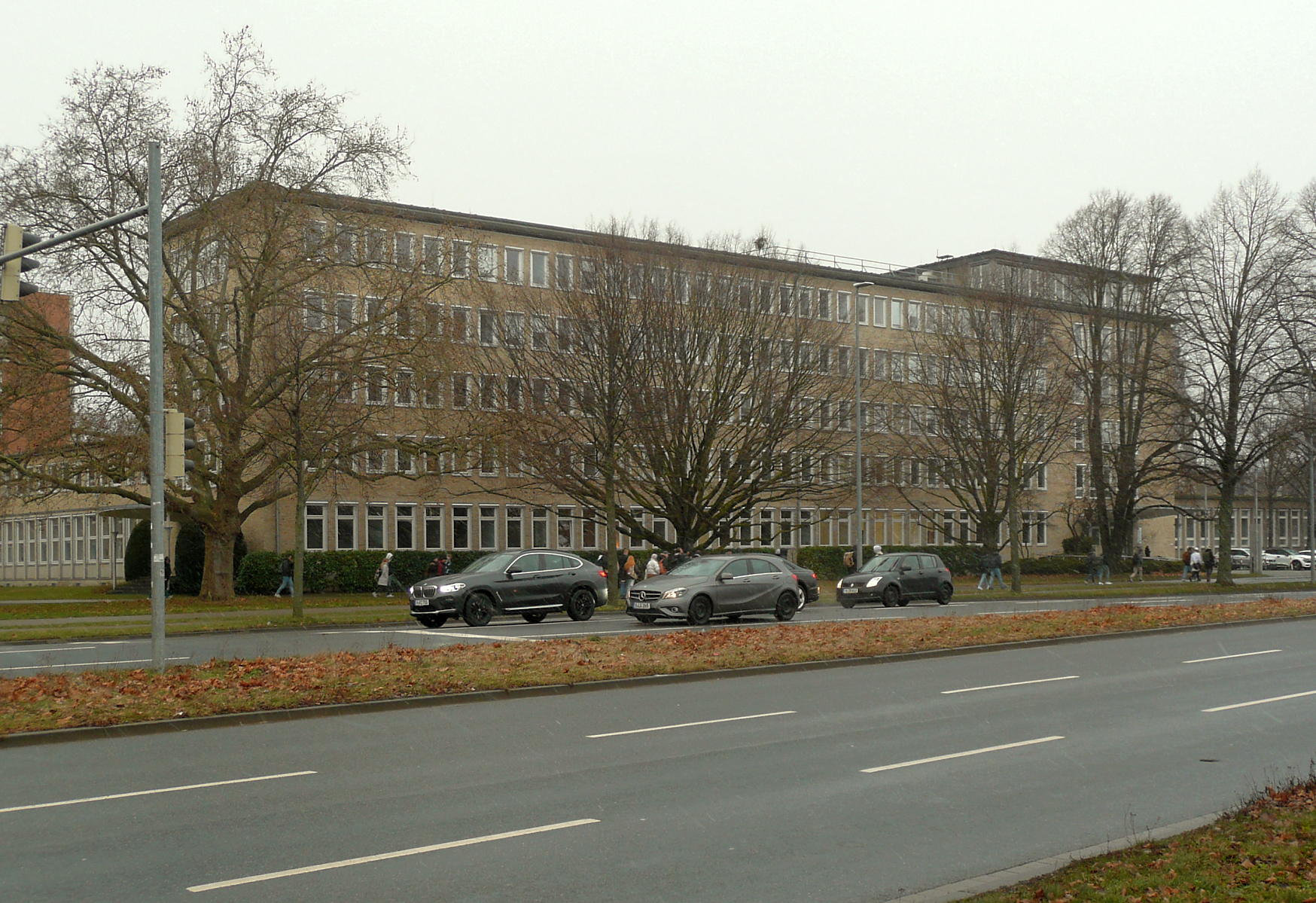
Finanzamt Hannover-Mitte
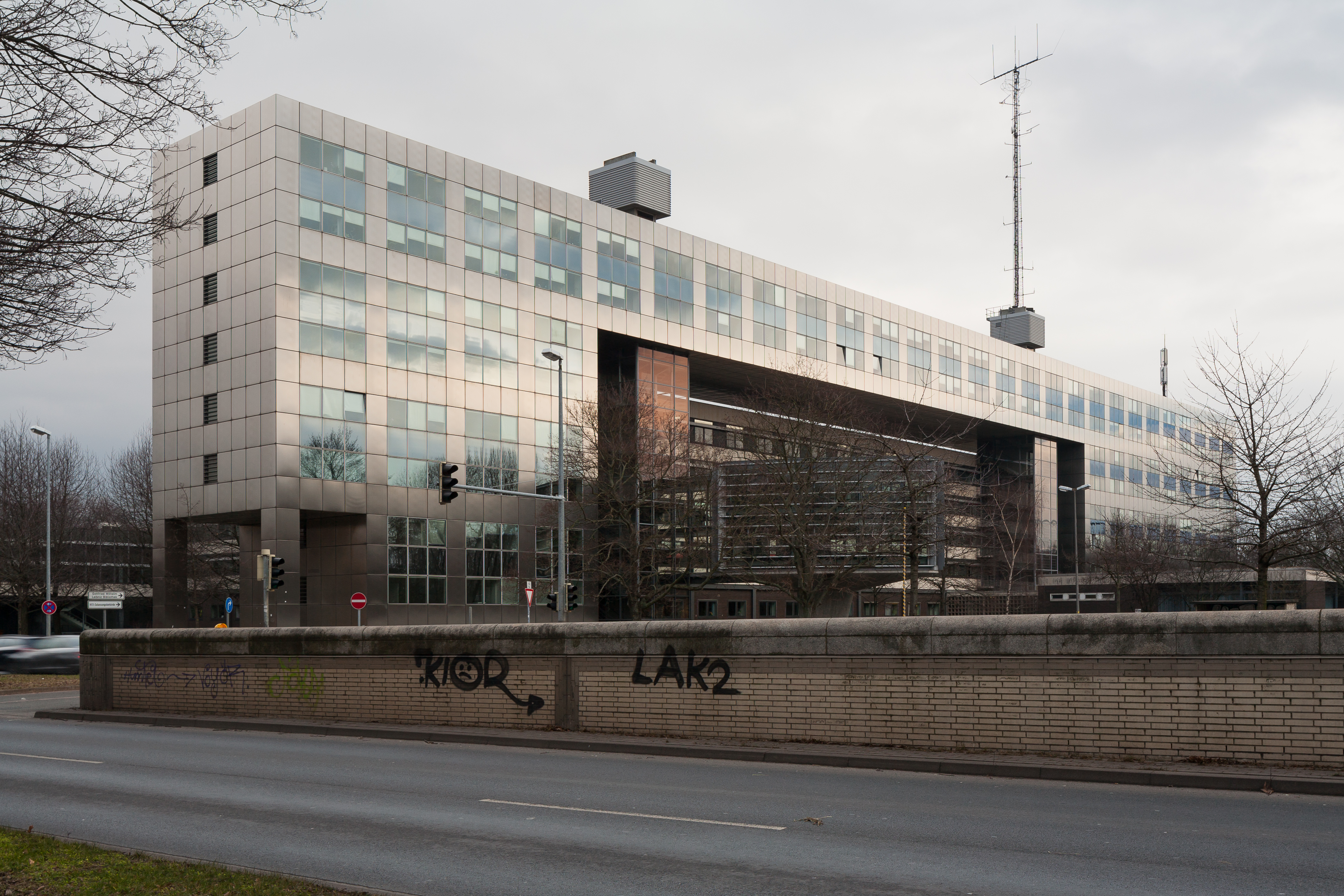
Landeskriminalamt Niedersachsen
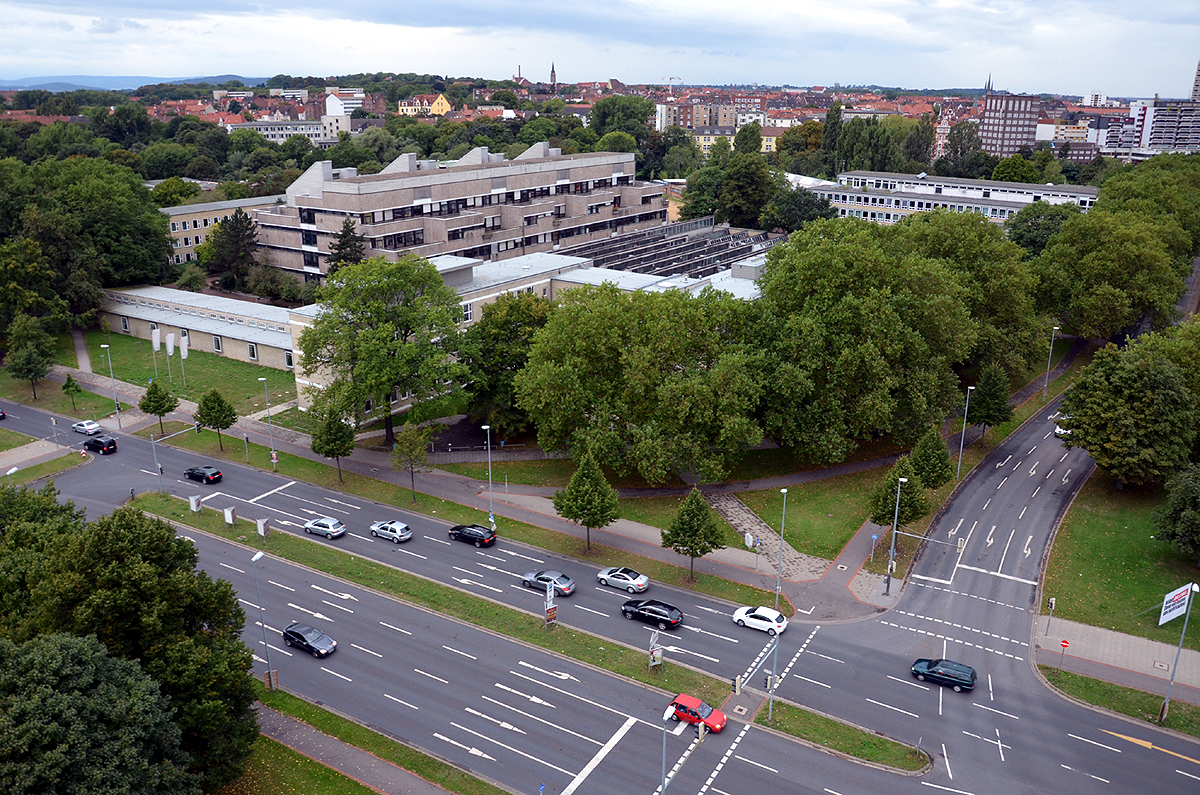
Berufsbildende Schulen
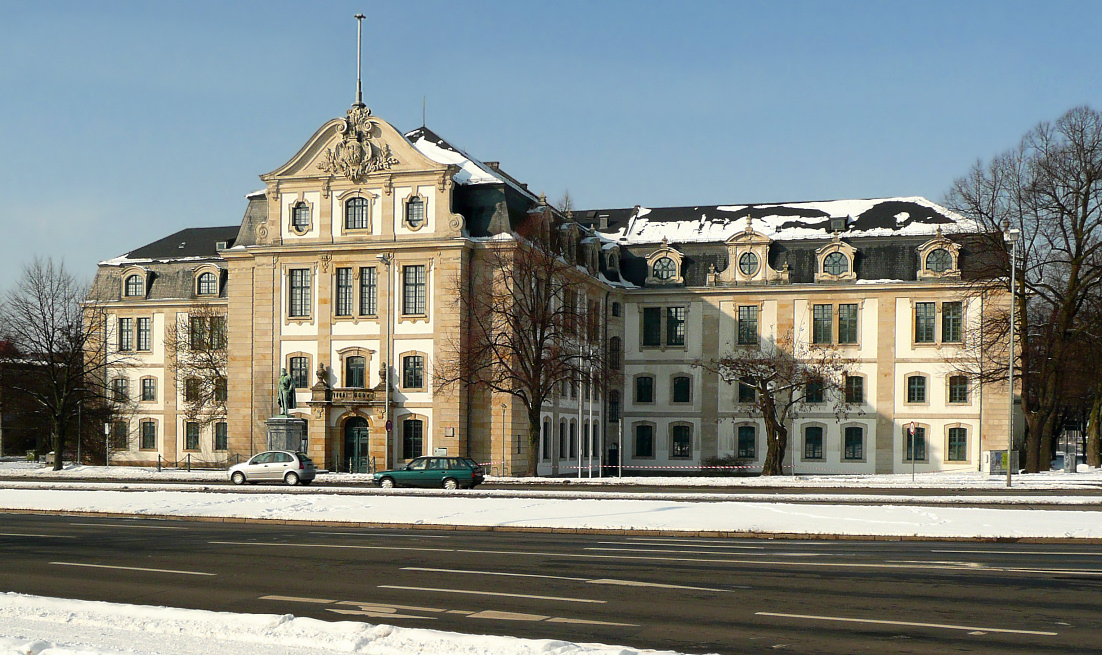
Niedersächsisches Landesarchiv Hannover
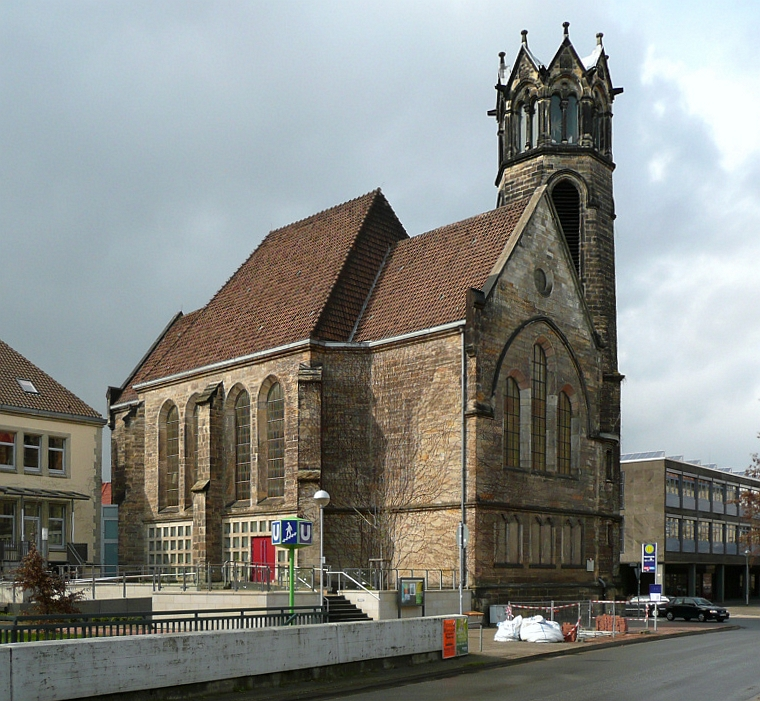
Reformierte Kirche Hannover